# قفقاز جنوبی

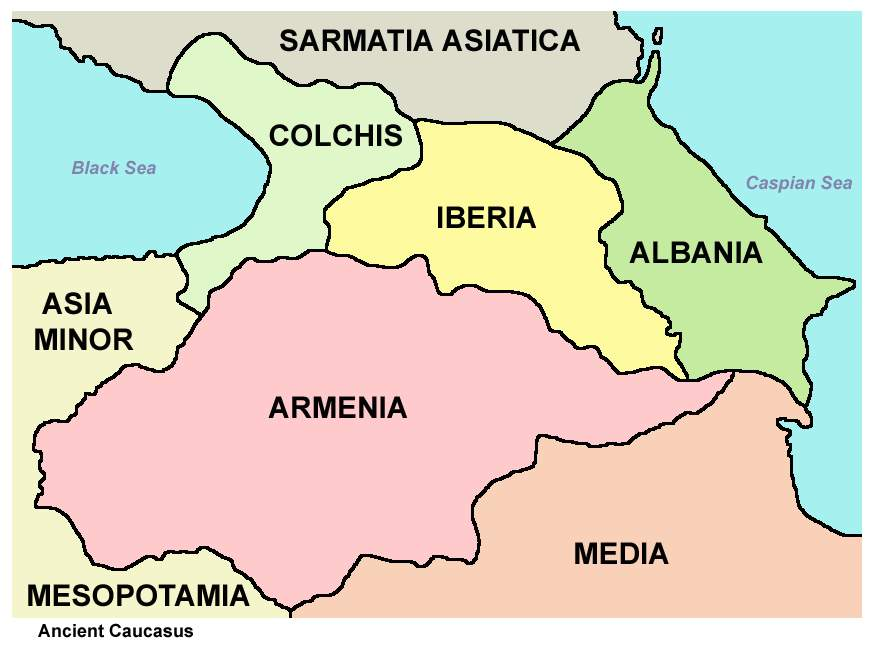
مناطق قدیم در قفقاز جنوبی (ماورای قفقاز)

جمهوری آذربایجان، ارمنستان و گرجستان کشورهای اصلی قفقاز جنوبی هستند.

قفقاز جنوبی که روس‌ها بدان ماورای قفقاز (به روسی: Закавка́зье) می‌گویند، نیمه جنوبی سرزمین قفقاز است. قفقاز ناحیه‌ای میان دریای خزر و دریای سیاه است که به دو بخش قفقاز جنوبی (ماورای قفقاز) و قفقاز شمالی تقسیم می‌شود.
قفقاز جنوبی شامل کشورهای جمهوری آذربایجان، ارمنستان،گرجستان و ایران است.
قفقاز جنوبی در طول تاریخ حکومت‌های گوناگونی را به خود دیده‌است. جنگ‌های ایران و روسیه در اوایل قرن نوزدهم میلادی بر سر حکومت بر این منطقه درگرفت. در این جنگ‌ها امپراتوری روسیه به پیروزی رسید. با پیروزی امپراتوری روسیه، سرزمین‌های این ناحیه، ضمیمه خاک امپراتوری روسیه شد. پس از انقلاب ۱۹۱۷ روسیه و تشکیل اتحاد جماهیر شوروی، این سرزمین‌ها به صورت جمهوری‌های شوروی درآمد.
پس از فروپاشی شوروی، سه کشور جمهوری آذربایجان، ارمنستان و گرجستان بر این ناحیه حکومت می‌کنند.

## تاریخ
این منطقه که در حاشیه ایران، روسیه و ترکیه واقع شده‌است، قرن‌ها عرصه رقابت‌های سیاسی، نظامی، مذهبی و فرهنگی و توسعه طلبی بوده‌است. قفقاز جنوبی در طول تاریخ خود تحت کنترل امپراتوری‌های مختلفی از جمله امپراتوری هخامنشی، نوآشوری، اشکانی، رومی، ساسانی، بیزانسی، مغول، عثمانی، صفوی، افشاری، قاجار و روسیه بوده‌است. امپراتوری‌هایی که همگی اعتقادات و فرهنگ‌های خود را معرفی کردند. در طول تاریخ، بیشتر قفقاز جنوبی معمولاً تحت سلطه مستقیم امپراتوری‌های مختلف مستقر در ایران بوده‌است. در طول قرن نوزدهم، ایران قاجاری مجبور شد این منطقه (در کنار قلمروهای خود در داغستان، قفقاز شمالی) را در نتیجه دو جنگ روسیه و ایران در آن قرن به‌طور غیرقابل برگشت به روسیه تزاری واگذار کند.
پادشاهی‌های باستانی منطقه شامل کولخیس، اورارتو، ایبریا، ارمنستان و آلبانیای قفقاز و غیره بودند. این پادشاهی‌ها بعداً در امپراتوری‌های مختلف ایرانی از جمله امپراتوری هخامنشی، امپراتوری اشکانی و ساسانی گنجانده شدند که طی آن‌ها دین زرتشتی به دین غالب در منطقه تبدیل شد. با این حال، پس از ظهور مسیحیت و تبدیل پادشاهی‌های قفقاز به دین جدید، دین زرتشتی رواج خود را از دست داد و تنها به دلیل قدرت و نفوذ ایران در منطقه باقی ماند؛ بنابراین، قفقاز جنوبی نه تنها به منطقه همگرایی نظامی، بلکه مذهبی نیز تبدیل شد که اغلب به درگیری‌هایی با امپراتوری‌های متوالی ایرانی (و بعداً امپراتوری‌های تحت حکومت مسلمانان) از یک طرف و امپراتوری روم (و بعداً امپراتوری بیزانس) منجر شد.